# Рожанка (Люблінське воєводство)
Рожанка (Ружанка, пол. Różanka) — село в Польщі, у гміні Володава Володавського повіту Люблінського воєводства. Населення — 957 осіб (2011).

## Історія
Засноване руським князем Андрієм Михайловичем Головнею. З першої половини XVI століття до 1749 року Рожанка перебувала у власності роду Потіїв. У XVII столітті втратило міські права.
За даними етнографічної експедиції 1869—1870 років під керівництвом Павла Чубинського, у селі переважно проживали греко-католики, які розмовляли українською мовою.
У 1943 році в селі мешкало 535 українців та 512 поляків. У 1944—1946 роках у селі діяла польська школа, у якій одним з предметів викладалася українська мова. Як звітував командир сотні УПА Іван Романечко («Ярий»), 31 травня 1946 року польська армія вигнала українців зі своїх осель у Рожанці з метою їхньої депортації до УРСР. У 1947 році в рамках операції «Вісла» польська армія виселила із села у північно-західні воєводства ще 84 українців.
У 1975—1998 роках село належало до Холмського воєводства.

## Населення
Демографічна структура станом на 31 березня 2011 року:
|          | Загалом | Допрацездатний вік | Працездатний вік | Постпрацездатний вік |
| -------- | ------- | ------------------ | ---------------- | -------------------- |
| Чоловіки | 485     | 72                 | 307              | 106                  |
| Жінки    | 472     | 78                 | 231              | 163                  |
| Разом    | 957     | 150                | 538              | 269                  |

## Релігія
1757 року вперше згадується унійна церква в селі. У 1845—1846 роках у північно-східній частині села була збудована кам'яна церква. 1872 року місцева греко-католицька парафія налічувала 2225 вірян. 1929 року за наказом польської влади та римо-католицької церкви церкву було розібрано в рамках акції руйнування українських храмів на Холмщині і Підляшші.

## Особистості

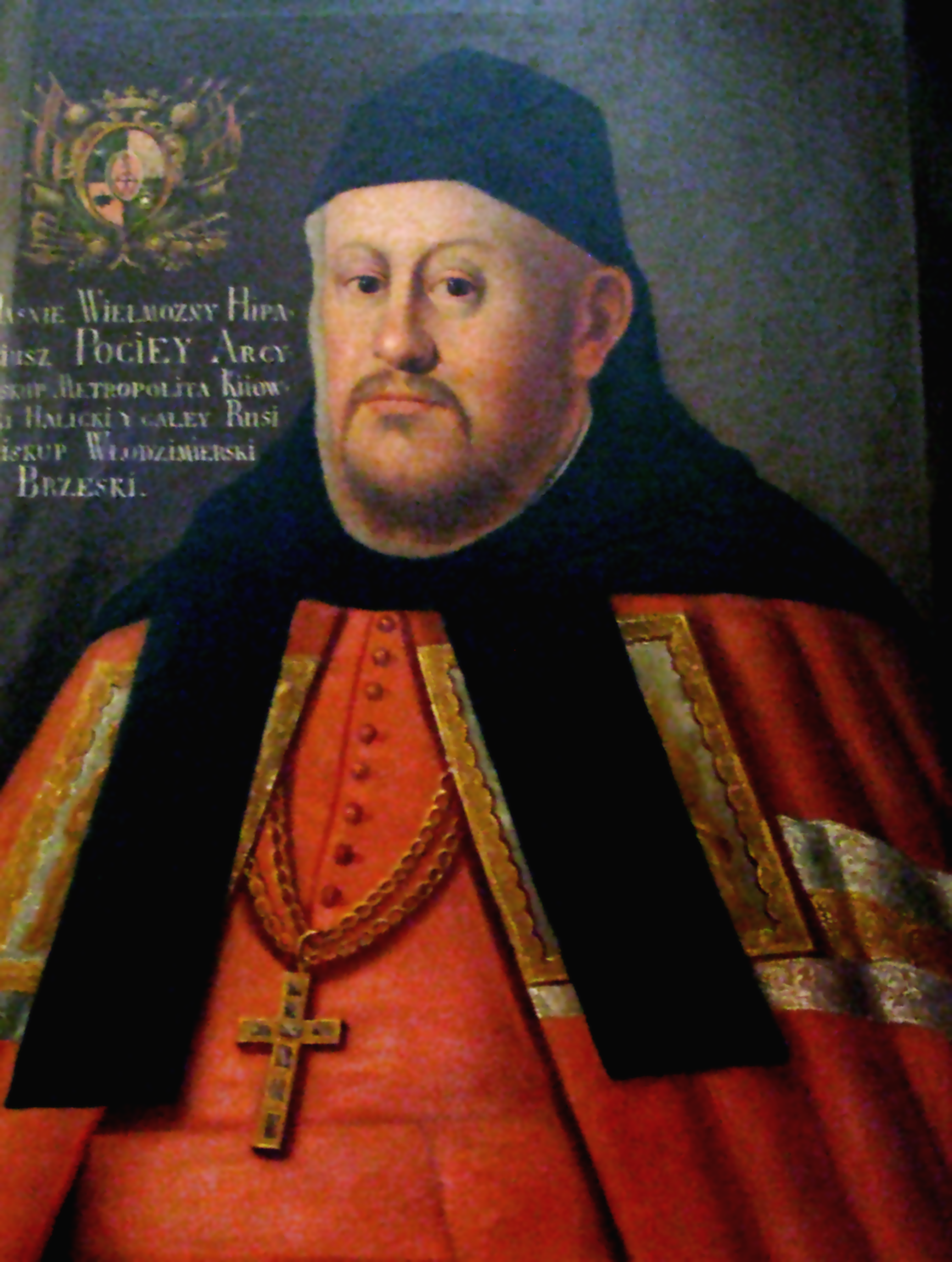
Іпатій (Потій)

### Народилися
- Іпатій (Потій) (1541—1616) — православний та греко-католицький діяч, митрополит Київський, Галицький та всієї Руси, письменник-полеміст, державний діяч Речі Посполитої.